# Виньковецкий район
Винькове́цкий райо́н (укр. Віньковецький район) — упразднённая административная единица на юго-востоке Хмельницкой области Украины. Административный центр — посёлок городского типа Виньковцы.
Площадь — 650 км²

## История
Упразднён 30 декабря 1962 года, восстановлен 8 декабря 1966 года.
17 июля 2020 года в результате административно-территориальной реформы район был упразднён, его территория вошла в состав Хмельницкого района.

## Демография
Население района составляет 23 173 человека (данные 2019 г.), в том числе в городских условиях проживают 6 127 человек, в сельских — 17 046 человек.
В Виньковецком районе такие сёла как Барановка, Покутинцы, Зиньков, Адамовка, Яснозорье, Гримячка и Пироговка являются самыми посещаемыми: часто приезжают горожане, для которых они являются «малой родиной», а также те, кто когда-либо жил или работал в этих местах.
В районе родился Герой Украины — Бялик, Николай Иванович.
Административное устройство
Количество советов:
- городских — 0
- поселковых — 1
- сельских — 17

Количество населённых пунктов:
- городов районного значения — нет
- посёлков городского типа — Виньковцы
- сёл — 35
- посёлков сельского типа — 0[6]

Транспорт
В посёлке курсирует автобус, который развозит людей от одного посёлка к другому. Расписание варьируется. Через район проходят междугородние и иные автобусы, другой автомобильный и грузовой транспорт.

## Экономика
Экономика района зависит, прежде всего, от бюджета главного областного центра — города Хмельницкого, в котором происходит распределение средств.